# Agrostis kufuim
Agrostis kufuim é uma espécie de gramínea do gênero Agrostis, pertencente à família Poaceae.